# Lützlergebirge

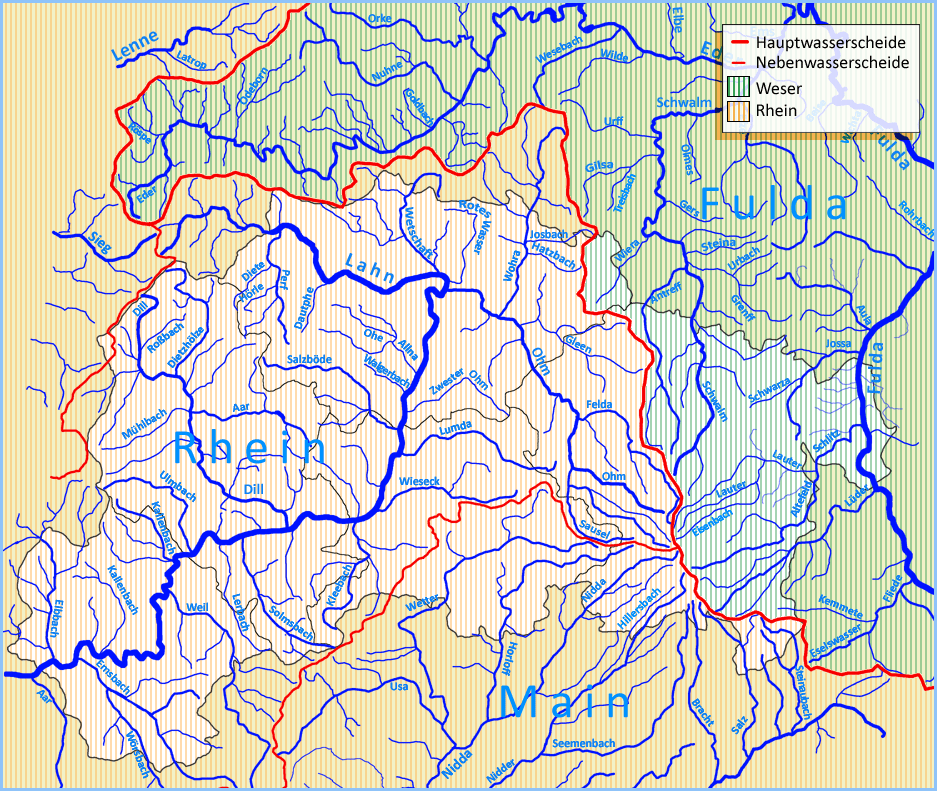
Das Lützlergebirge im Nordwesten der Rhein-Weser-Wasserscheide

Lützlergebirge (auch: Lützelgebirge) nennt sich der östlichste Teil des Rothaargebirges und seines Gebirgsrandes, welcher von den Flusstälern von Lahn und Eder nach Süden und Norden begrenzt wird. Es bildet den Übergang vom Rheinischen Schiefergebirge zur Wetschaft-Senke, die den sich östlich anschließenden, weniger montanen Burgwald einleitet. Die Bergkämme des Gebirges markieren die Rhein-Weser-Wasserscheide, bzw. kleinräumig Lahn-Eder.
Auf dem Kamm bzw. hangparallel verlief ehemals der „Salzweg“, auch „Diebspfad“ oder „Kölnischer Weg“ genannt.

## Ortschaften
Das Lützlergebirge wird in etwa von folgenden Städten und Gemeinden abgegrenzt (im Uhrzeigersinn): Lützel zwischen Erndtebrück und Hilchenbach im Westen, Bad Berleburg, Hatzfeld (Eder), Battenberg (Eder) und Allendorf (Eder) im Norden und Nordosten, Treisbach und Wetter (Hessen) im Osten bzw. Südosten, Sterzhausen, Buchenau, Biedenkopf und Bad Laasphe im Süden und Südwesten.

## Naturräumliche Zuordnung
Der Begriff Lützlergebirge wurde in den letzten Jahren immer weniger verwandt zugunsten des allgemeineren Begriffes der Ausläufer des Rothaargebirges. Naturräumlich entspricht das Gebirge in etwa (von Ost nach West) den Sackpfeifen-Vorhöhen, dem Naturraum Sackpfeife und dem jeweiligen Norden von Wittgensteiner Bergland und Ederkopf-Lahnkopf-Rücken.

## Fließgewässer
Ein wichtiges Fließgewässer des Lützlergebirges ist, neben und parallel zwischen Lahn und Eder, der Treisbach, der nach Osten über die Wetschaft zur Lahn entwässert. Alle linken Lahn- und rechten Eder-Nebenflüsse sind demgegenüber relativ kurz, da der Abstand der beiden großen Flüsse innerhalb des Gebirges nur um 10 km beträgt.

## Berge
Die bekanntesten Berge des Lützlergebirges, der Rhein-Weser-Wasserscheide von Westen nach Osten folgend, sind:
- Oberste Henn (675,9 m ü. NHN)
- Ebschloh (686,3 m ü. NHN)
- Bärenkopf (679,6 m ü. NHN)
- Sackpfeife (673,3 m ü. NHN)
- Kohlenberg (583 m ü. NHN)

Zu den Gebirgsausläufern, südöstlich der Wasserscheide zwischen Treisbach und Lahn gelegen, gehören das Arennest (591,5 m) und der Wollenberg (ca. 474 m).